# Basílica de San Martín (Pamplona)
La basílica de San Martín es un pequeño templo situado en la calle Calderería de Pamplona, muy cerca de la iglesia de San Agustín. En 1456 un matrimonio la donó a la Cofradía del Santísimo Sacramento, que había sido fundada en 1317 por Arnaldo de Barbazán, obispo de Pamplona. Desde entonces, la edificación ha sido objeto de obras de consolidación y mejora; entre ellas destaca la portada realizada en 1755, con una yesería a modo de retablo que encuadra una hornacina con una escultura de San Martín a caballo, ofreciendo la mitad de su capa a un indigente.
El templo, de una sola nave, cuenta con un retablo tardorromanista que muestra en el centro una imagen similar a la presentada en la fachada: San Martín entregando su capa a un mendigo. Anexo a la basílica hay un hospicio, conocido como los cuarticos de San Martín, destinado a viudas o solteras mayores de sesenta años. En 1993 se reformó este hospicio, mejorando sus instalaciones.

## La basílica

### Origen y reformas
La basílica, junto con el hospicio anejo, la donó el matrimonio conformado por Martín García de Monreal y María Martín de Raja a la antigua Cofradía de Corpore Christi, el 31 de diciembre de 1456. Estas construcciones han sido reformadas a lo largo de los últimos siglos, pero las edificaciones actuales están ubicadas el mismo lugar que las primitivas, en la Navarrería de Pamplona.
Según recoge el documento de donación, la capilla disponía de un retablo a modo de tríptico, con una imagen de San Martín como motivo central; entre la capilla y la calle había un espacio cubierto donde podrían acogerse algunas personas más, completando así la capacidad del hospicio anejo. Por las cuentas de la Cofradía que se conservan, hay constancia de las obras de conservación y mejora de la edificación realizadas a lo largo del tiempo. De estas destacan las ejecutadas en 1571 tanto en la basílica como en el hospicio; la reforma de la estructura del tejado en 1645; y el reforzamiento de un medianil y los cimientos de la basílica hechos entre 1658 y 1719. Aunque no existe constancia documental, es probable que la construcción vigente de la basílica corresponda a una reforma de entidad realizada entre 1590 y 1621, un periodo del que no se dispone del libro de cuentas. En 1755 se remodela el frontis de la basílica, según un proyecto de Pedro de Aizpún que incluye una escultura de San Martín a caballo. Este frontis aún se conserva y caracteriza la presencia de la basílica en la calle Calderería.

### Estado actual

#### La nave del templo
La basílica consta de una sola nave de tres tramos terminando en una cabecera poligonal. Estos están cubiertos con una bóveda rebajada con lunetos; la cabecera recibe una bóveda de paños. En el primer tramo se sitúa un coro alto. Los paramentos y las bóvedas están enlucidos. Sin embargo, se sabe que anteriormente, posiblemente a partir de 1910, coincidiendo con la instalación de un retablo neogótico, el interior estaba decorado con ese mismo estilo mediante la pintura de los muros, arcos y pilastras.

#### El presbiterio

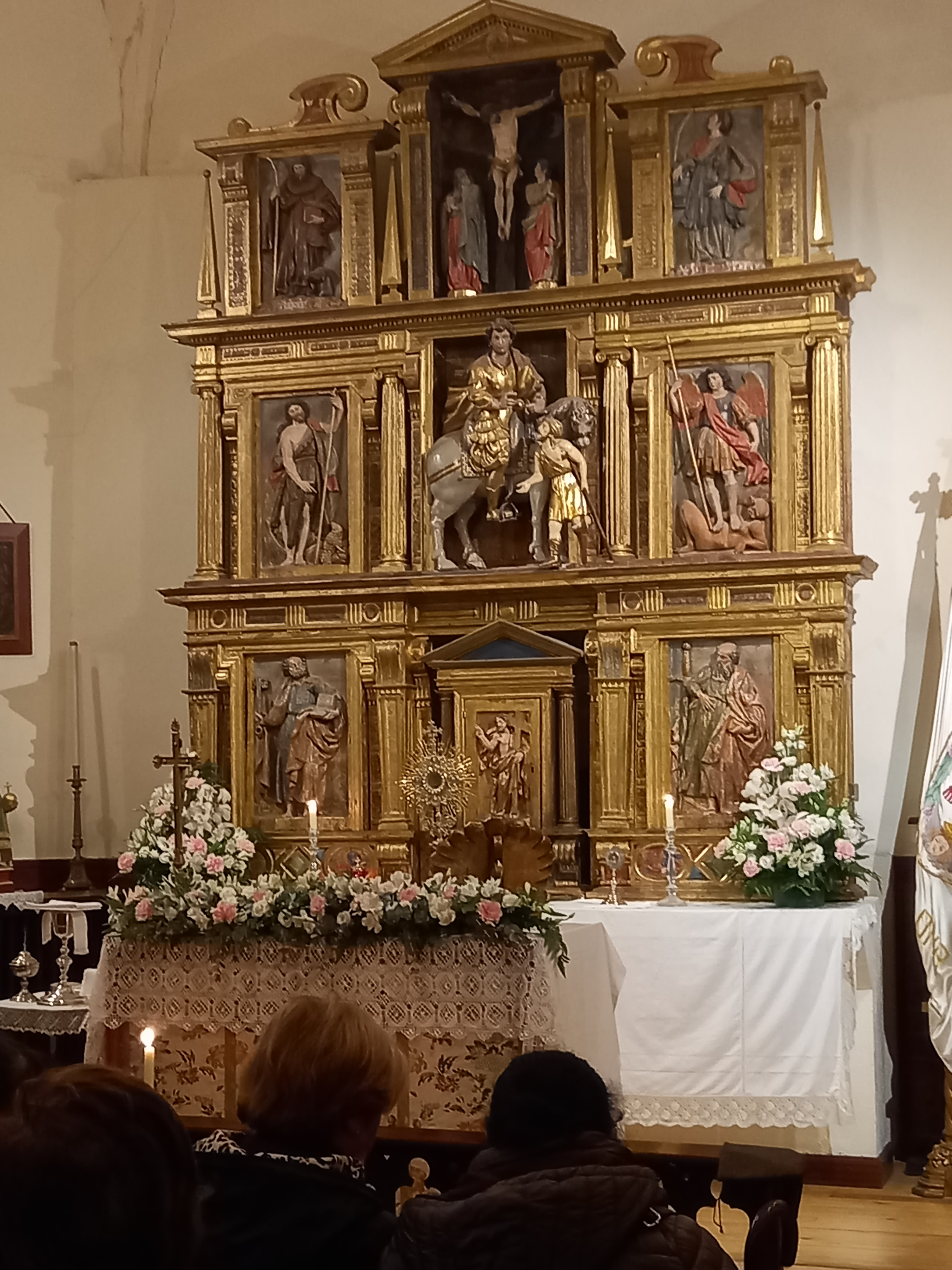
Retablo renacentista, procedente de la iglesia de Napal

En el muro testero de la cabecera hay un retablo de san Martín procedente de Napal, de donde fue trasladado a la basílica en 1982. Este retablo sustituía a uno neogótico instalado en 1910, en reemplazo de uno barroco, posiblemente del siglo XVIII, o anterior, que estaba muy deteriorado.
El retablo actual es de estilo tardorromanista de comienzos del siglo XVII, dispuesto con dos cuerpos y un ático, todos ellos distribuidos en tres calles, todo el conjunto situado sobre un banco con una decoración sencilla. En el cuerpo inferior las calles se separan por estípites, mientras que en el segundo por columnas jónicas. Las calles del ático quedan separadas por machones coronados por pirámides con bolas.
En el primer cuerpo, unas imágenes de San Pedro y San Pablo quedan a derecha e izquierda del sagrario; en el segundo, la calle central la ocupa una escultura de San Martín dando su capa a un mendigo, en los lados San Juan Bautista y el arcángel Miguel; en el ático, el calvario en el centro y a los lados hay esculturas de San Juan Bautista y San Antón.
En el presbiterio, a ambos lados del retablo, se conservan tres esculturas:
- Una talla del Salvador, que estuvo en una hornacina del hospicio que tuvo la Cofradía en la calle Compañía. Se muestra con el torso desnudo, cubierto por un manto, bendiciendo con la mano derecha y sosteniendo en la izquierda el globo terráqueo. De estilo gótico con resabios hispanoflamencos, se puede datar en la segunda mitad del siglo XV.[16]
- Una talla de la Inmaculada, de estilo barroco popular, datada en el siglo XVIII.[17]
- Un Niño Jesús, en una representación similar al Niño Jesús de Praga, datada el siglo XVII, al igual que otra imagen semejante que se conserva en la sacristía.[18]

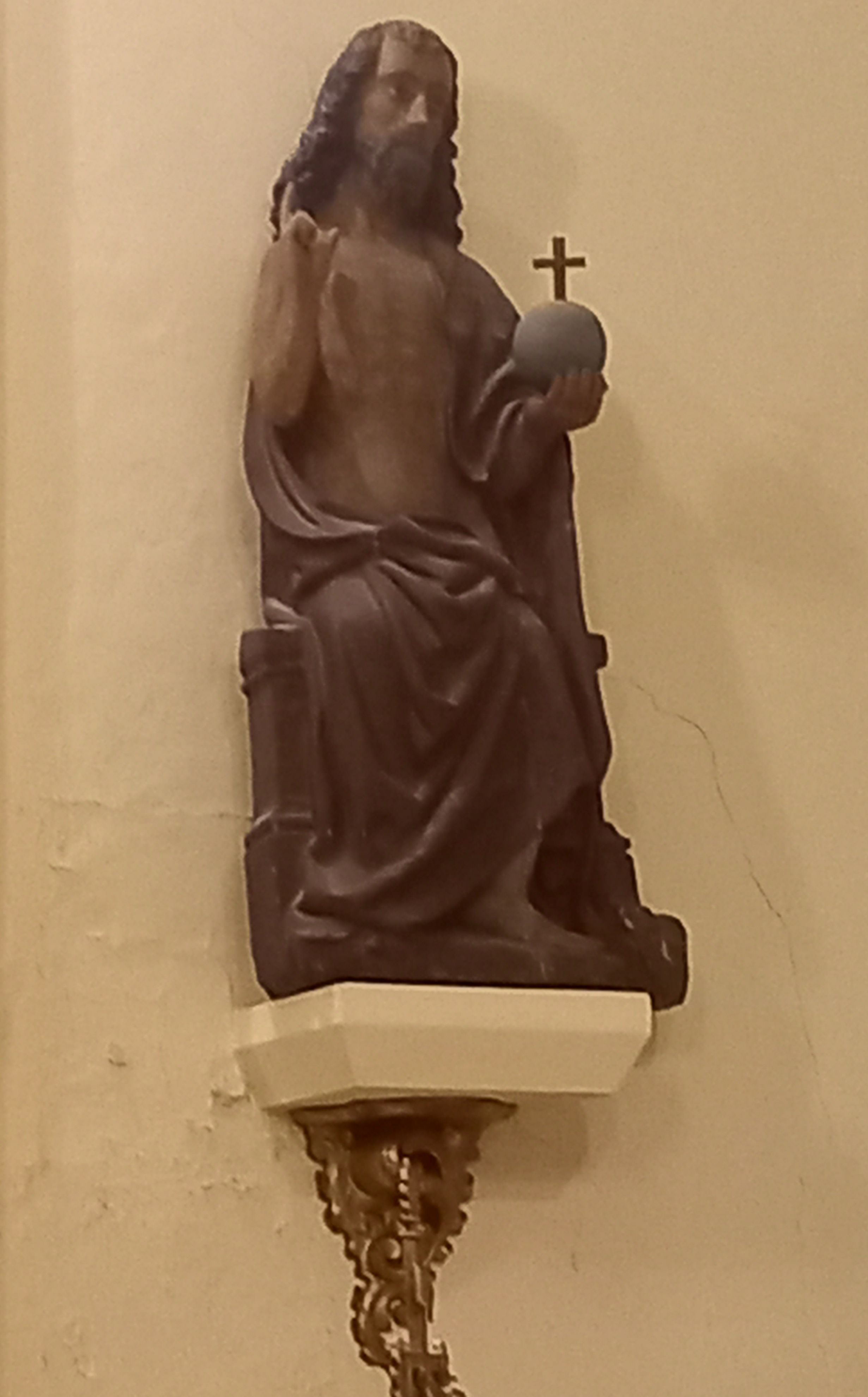
Imagen de El Salvador
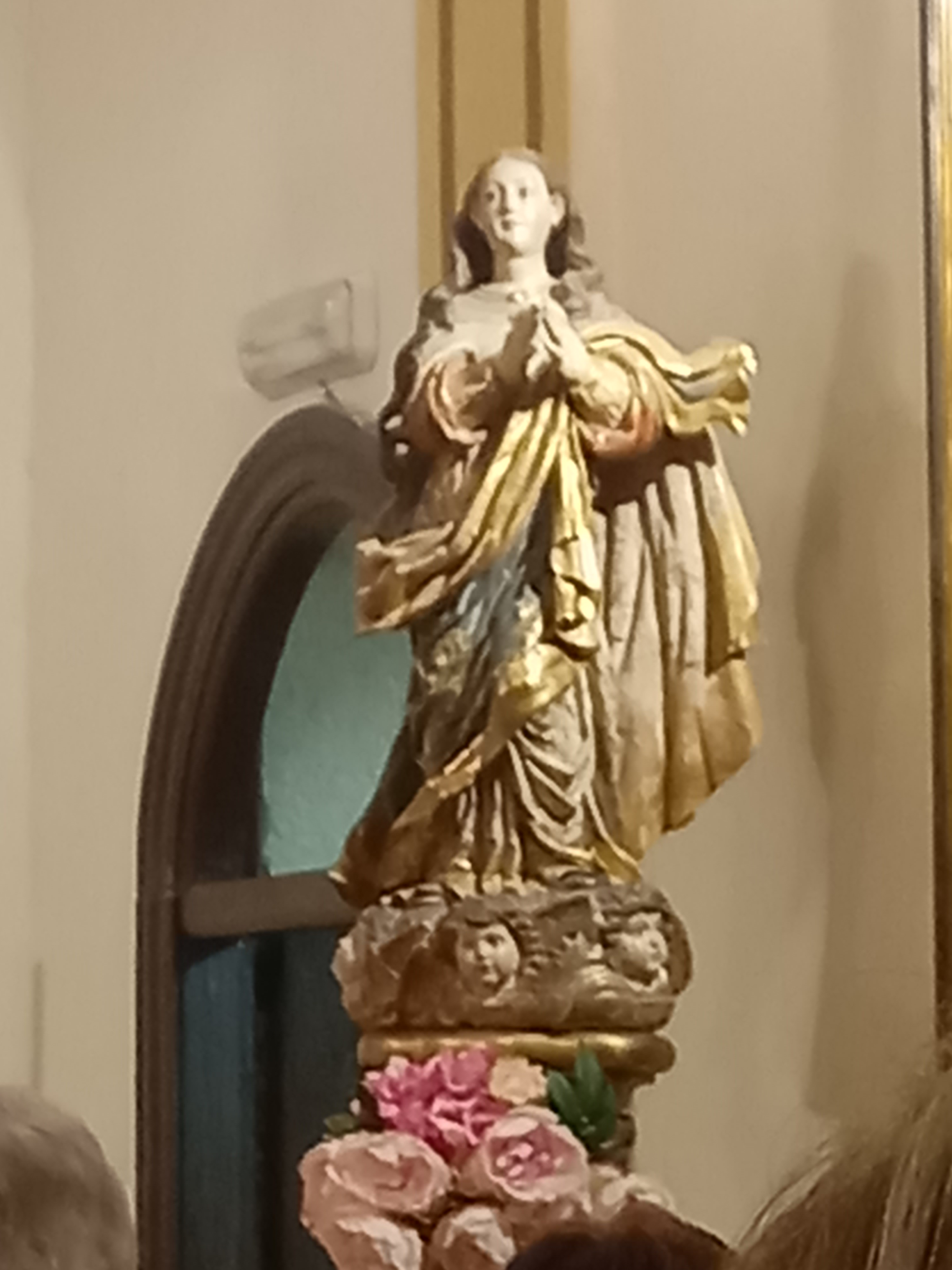
Inmaculada
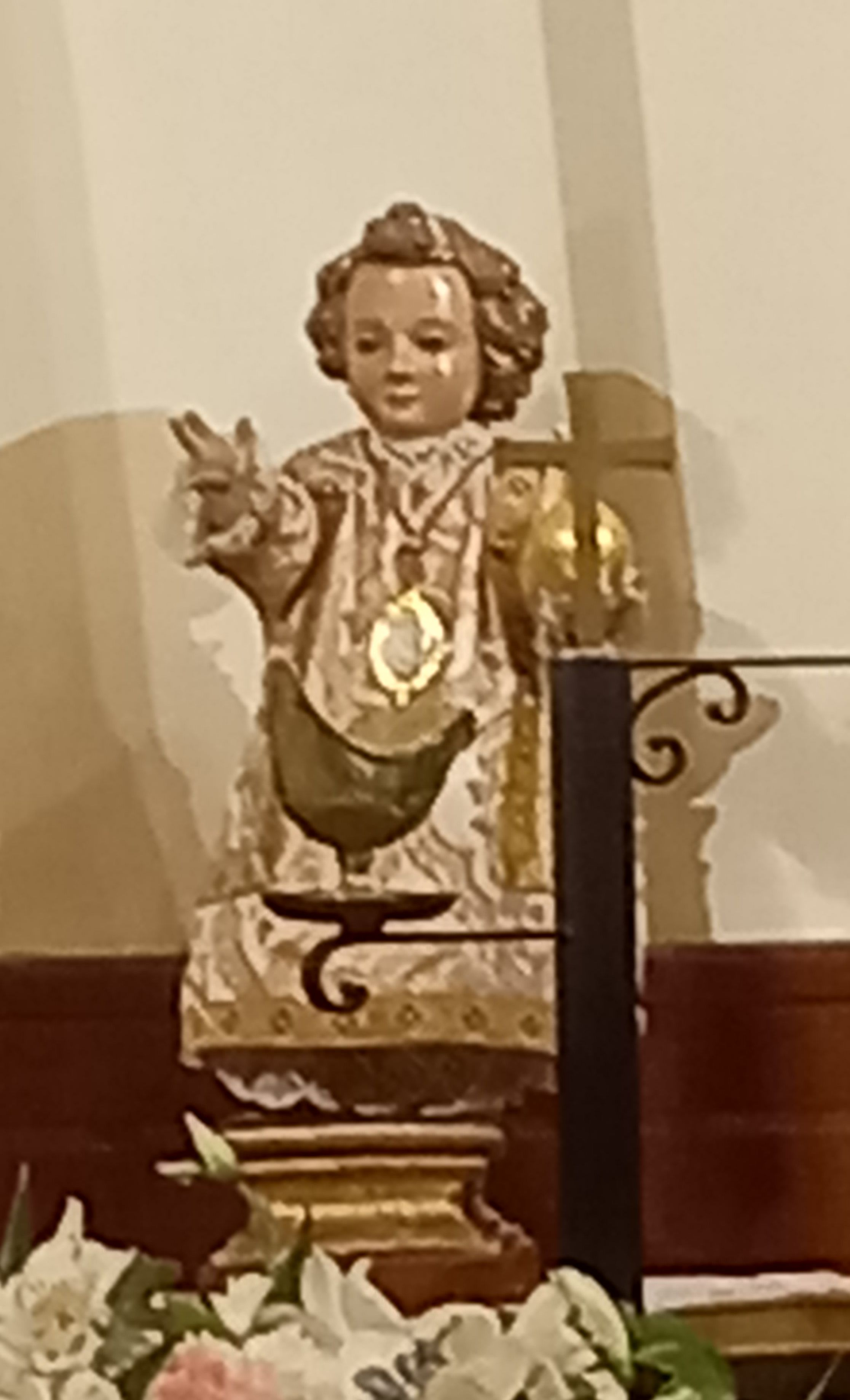
Niño Jesús
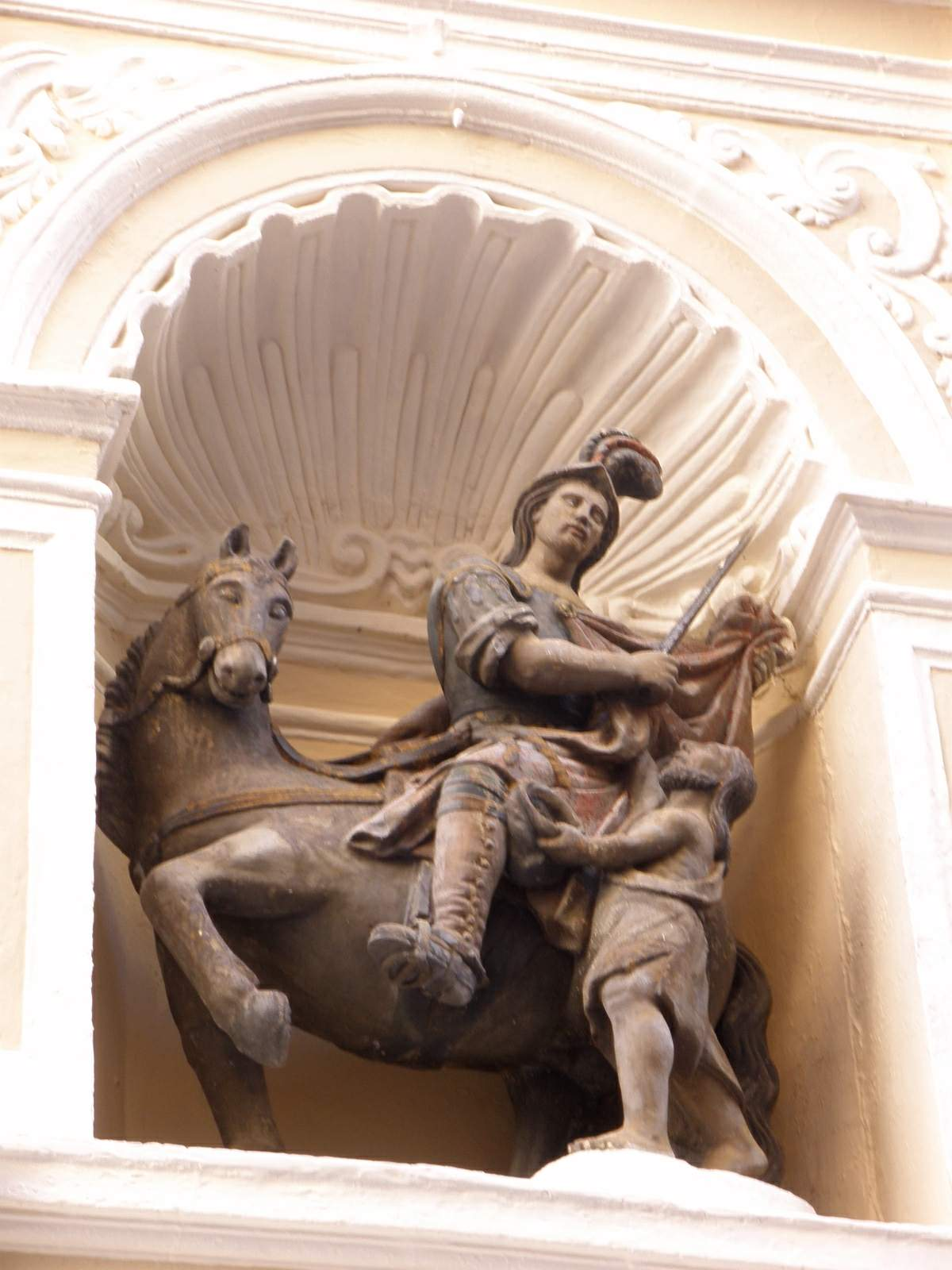
Escultura de San Martín en la fachada de la basílica

#### La fachada
Hasta 1755 la fachada de la basílica era muy sencilla, pues una puerta con un arco de medio punto marcaba la entrada. Solo el despiece de las piedras de las dovelas del arco y de las jambas, que se continuaban en un zócalo, daban cierta prestancia a la edificación que, por lo demás, reflejaba al exterior mediante unas sencillas fajas, dos plantas altas; en la primera planta se abría una hornacina con una imagen del santo titular.
En ese mismo año se renovó la fachada de la basílica según el proyecto del maestro de obras, Pedro de Aizpún. La composición del primer nivel es muy sencilla, pues en el eje de la basílica se sitúa la puerta con un arco de piedra rebajado y un zócalo también de piedra que ocupa todo el frente. La decoración en yesería queda reservada al siguiente nivel en el que, a modo de retablo con una cornisa inferior sostenida por ménsulas, se abre en el centro una hornacina de buen tamaño, flanqueada entre pilastras jónicas y un remate mixtilíneo con dos jarrones en los extremos que dejan en el centro el emblema de la Cofradía y, a ambos lados de este retablo, dos escudetes con las cinco llagas, rodeados de rocalla.

### Naturaleza canónica
La capilla de San Martín dependió desde su inicio de la parroquia de San Juan Bautista, que tenía su sede en la capilla de ese mismo título en la catedral. Con dicha parroquia se relacionaba la Cofradía, y por tanto la capilla, para las celebraciones litúrgicas, préstamos y depósito de ornamentos, funerales, etc. Hasta 1880 era la única parroquia de la Navarrería. Ese mismo año la iglesia del convento de los agustinos, que había sido desamortizado, fue erigida como parroquia. A partir del siguiente año, el vicario general de la diócesis comunicó que «según la nueva demarcación de las parroquias, sea la de San Agustín la que acuda [a la basílica] a cantar las vísperas y fiesta de San Martín».
Esta capilla ha sido conocida desde la Edad Media como la basílica de San Martín; de hecho, así se la ha nombrado habitualmente en los documentos de la diócesis, por ejemplo en las visitas pastorales que, desde 1575, realizaba el obispado. No obstante, la naturaleza canónica de la capilla queda claramente reflejada en el breve apostólico por el que Pío IX concedió el 11 de noviembre de 1877 indulgencia plenaria a quienes «visitaren piadosamente, desde las primeras víspera hasta la puesta del sol del día siguiente, el oratorio público titulado de Sn. Martín Obispo y Confesor, de la ciudad de Pamplona».

## Cuarticos de San Martín

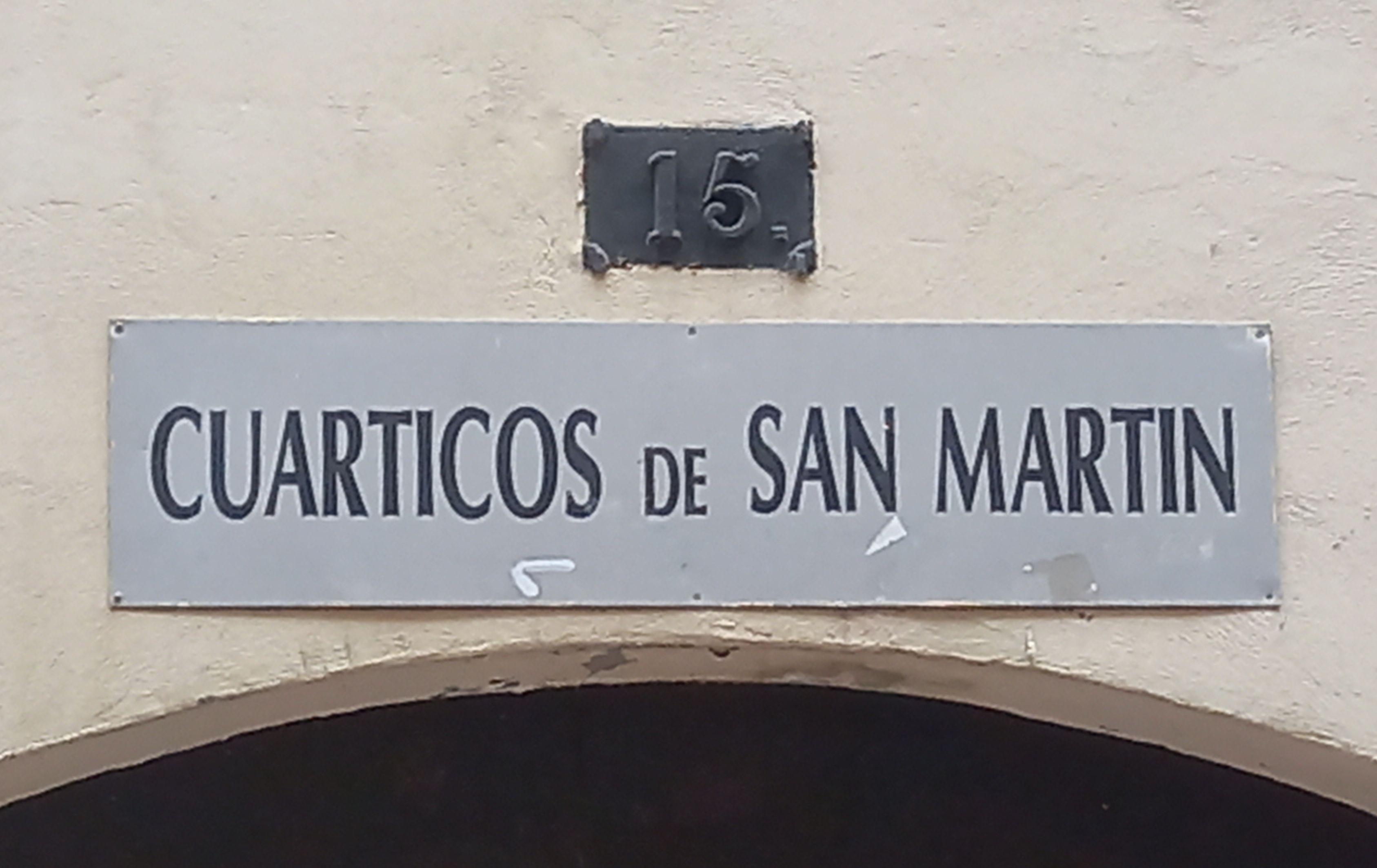
Azulejo situado sobre la puerta de los Cuarticos

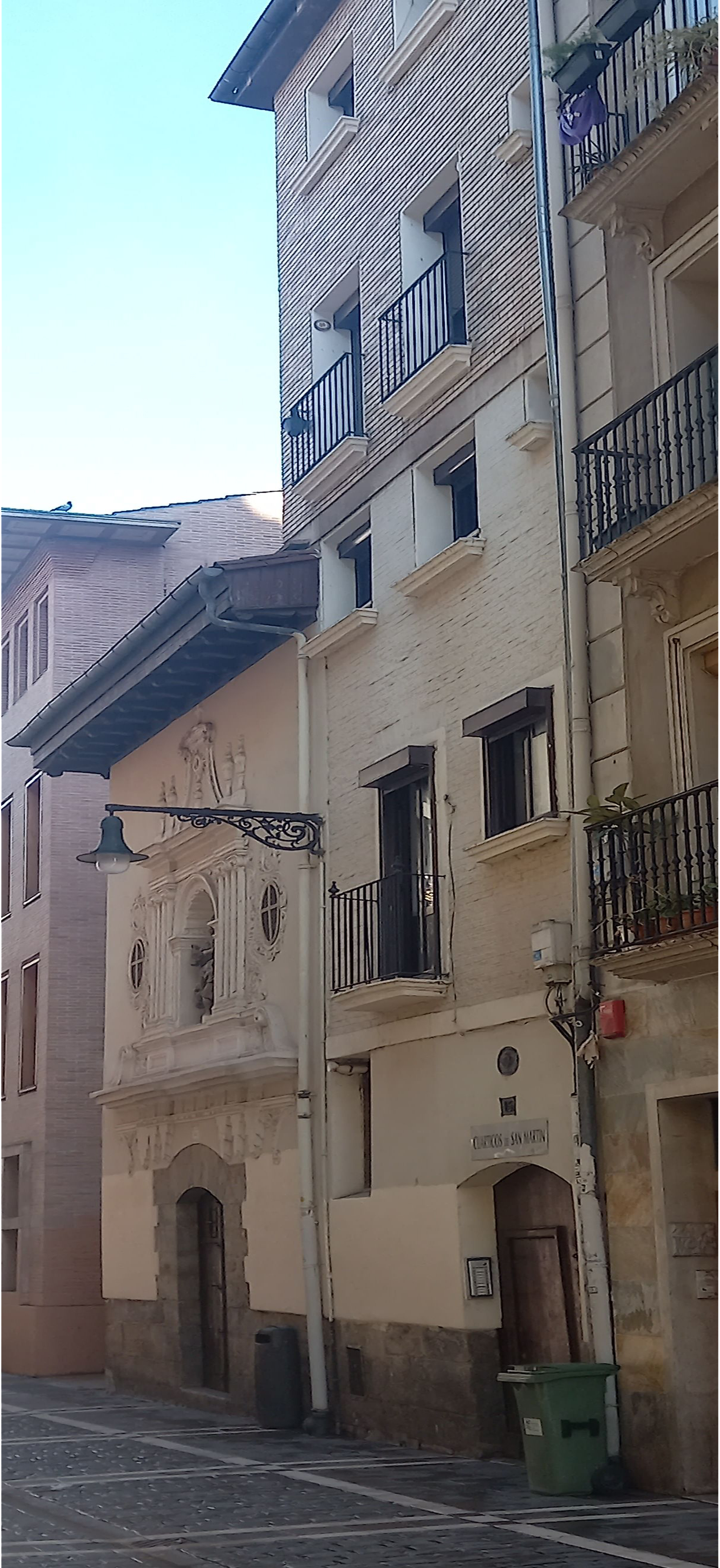
Los Cuarticos a la izquierda de la basílica

La donación a la Cofradía del Santísimo Sacramento de la capilla de San Martín en 1645 llevaba consigo la del hospital anejo. El denominado hospital era lo que actualmente llamaríamos un hospicio donde dar albergue a personas necesitadas: En el documento que recoge esta donación, se presta especial atención a los fines asistenciales que fiará la cofradía a través de este hospital. Al mismo tiempo, la elección de la Cofradía por parte de los donantes para recibir esos inmuebles permite considerar que ya en ese momento la Cofradía ejercía esa labor asistencial, posiblemente en la casa del Santísimo, también conocida como de San Salvador, o de El Salvador, en la actual calle Compañía. En el momento de la donación, el hospicio debía tener un tamaño reducido, pues disponía sólo de tres camas, aunque por la información que incluye el documento de donación, parece que sería capaz de albergar a más personas.
Las cuentas y libros de actas de la Cofradía dan razón de diversas obras de mantenimiento de la casa de San Martín, que es como se refieren a la que popularmente se conoce como Cuarticos de San Martín. La casa fue reconstruida en 1743, con frecuentes obras de mantenimiento, algunas de ellas de más envergadura, como las realizadas en 1946. Hasta 1967 la casa constaba solo de bajo más una planta alta y otra bajo cubierta, con la altura de cornisa coincidente con la de la basílica. En las obras hechas ese año, proyectadas por Miguel Gortari Beiner, se le añadieron dos alturas más. Terminadas las obras, los cuarticos sumaban 32, distribuidos entre las tres plantas altas, con un único baño en cada una; Por otra parte, la planta baja se ocupaba una sala de estar y otras dependencias de uso general de la residencia, la sacristía de la basílica y la sala de juntas de la Cofradía. En 1993 se reformaron en profundidad los cuarticos de San Martín, pues aquellos 32 fueron sustituidos por 18 apartamentos, dotados cada uno de ellos con dormitorio, estar, aseo y cocina. El coste ascendió a sesenta y 5 millones de euros, que fueron sufragados por el Gobierno de Navarra y una ayuda del Ayuntamiento de Pamplona.
Tradicionalmente los hospicios de la Casa de San Martín y de la del Salvador, albergaron viudas pobres, según un memorial de 1593 que recoge información sobre los diez hospitales existentes en Pamplona. En 1946 la junta de la Cofradía dicta unas normas para la admisión de nuevas asiladas: viudas de entre 60 y 70 años, de buena conducta y que no estuviesen enfermas; también podrían acogerse solteras en las mismas condiciones.

## Cofradía del Santísimo Sacramento
Aunque no se conserva el documento fundacional, tradicionalmente desde hace siglos se ha afirmado que la cofradía De Corpore Christi fue fundada en 1317 por el obispo de Pamplona Arnaldo de Barbazán. La primera noticia documental que se tiene de la Cofradía es la donación que recibió de la llamada basílica de San Martín en 1456; desde entonces, la documentación es abundante e incluye tanto noticias propias —así los libros de cuentas y de acuerdos— como externas, de la diócesis y de los tribunales del antiguo Reino.
Desde su fundación, la cofradía, según establecen sus estatutos, se dedica a la «práctica del Amor», expresada en la devoción eucarística y en las obras de misericordia que manifiestan la caridad con el prójimo. Desde que se inició en Pamplona la procesión del Corpus Christi, la Cofradía incluyó entre sus actos, acompañar a la Custodia en su recorrido procesional.
En cuanto a las obras de misericordia, se tiene constancia de que la cofradía mantuvo, al menos desde el siglo XVI y hasta 1725, tres hospicios: el de la Magdalena, situado en el barrio de ese nombre, estaba destinada a atender a los peregrinos de Santiago; y a pobres vergonzantes. En 1725 el edificio que utilizaba fue incautado con motivo de las obras de fortificación realizada en esa zona en tiempos de Felipe V. Los otros dos hospicios daban albergue a viudas necesitadas, uno de ellos coincide con los actuales Cuarticos de San Martín, llamada la Casa de San Martín anteriormente. El otro estaba situado en la calle Compañía, n.º 23, y era conocido con el nombre de Casa del Sacramento, de San Salvador, o de El Salvador, este persistió hasta el siglo XX, pero ya en 1973 dejó de utilizarse por el mal estado de la construcción. En 1984 la Cofradía acordó la venta del inmueble, que ha mantenido en parte la composición de la fachada de la antigua Casa del Salvador, incluyendo la hornacina en que se situaba la talla del Salvador que, desde entonces, es venerada en la basílica de San Martín.
La Cofradía se denominó, al menos hasta el siglo XVIII, como cofradía del Corpus Christi, así figura en los estatutos que aprobó en 1701 y fueron refrendados en 1706. Sin embargo, el documento manuscrito que, en 1796 recoge las obligaciones del Prior y cargos, se refiere ya a la Cofradía del Santísimo Sacramento. Desde entonces, su denominación oficial es Cofradía del Santísimo Sacramento y San Martín de Tours.